# Pray Along with Little Richard, Volume 1: A Closer Walk with Thee
Pray Along with Little Richard, Volume 1: A Closer Walk with Thee — пятый студийный альбом американского певца, пианиста и композитора Литла Ричарда.
Записи были сделаны осенью 1959 года в Нью-Йорке и были изданы на нескольких пластинках, включая данный альбом. В 1964 году альбом был переиздан на лейбле Crown под названием «Little Richard Sings Freedom Songs».

## Список композиций
1. Just A Closer Walk With Thee
2. Milky White Way
3. Does Jesus Care?
4. Jesus Walked This Lonesome Valley
5. Coming Home
6. I’ve Just Come From the Fountain
7. I’m Trampin’
8. Need Him
9. God Is Real
10. Precious Lord

## Альбомные синглы
- Milky White Way / I’ve Just Come From the Fountain (9/1959, END 1058)